# Bean: Film vrhunske katastrofe (1997.)
Bean: Film vrhunske katastrofe (eng. Bean: The Ultimate Disaster Movie), britansko-američka komedija iz 1997. Bazirana je na popularnoj TV seriji Mr. Bean, a 2007. je snimljen i nastavak filma: Mr. Bean na praznicima.

## Radnja
Mr. Bean je dobroćudan, trapav i ekscentričan čuvar u londonskoj Kraljevskoj nacionalnoj galeriji. Odbor ravnatelja želi ga otpustiti zbog spavanja na poslu, ali predsjednik galerije stane iza Beana. Stoga se odbor odlučuje na drugačiji plan: poslat će Beana u Galeriju Grierson u Los Angelesu, u koju upravo dovoze Whistlerovu majku, slavnu američku sliku, koju će kupiti domoljub i čovjekoljub, general Newton, za 50 milijuna dolara. Impresioniran lažnim profilom dr. Beana, visoki ga činovnik galerije David Langley dovodi u svoj stan, unatoč protivljenju svoje supruge Alison te djece Jennifer i Kevina. Nakon što Bean biva uhićen u zračnoj luci i razbije obiteljsku sliku koja za Alison ima sentimentalnu vrijednost, ona napušta Davida i odlazi k svojoj baki zajedno s djecom.
David se počinje pitati je li Bean čovjek za kojeg se predstavlja, pogotovo nakon što "uredi" kontrolnu ploču na vlaku smrti, zbog čega svi popadaju u bezdan i kobno se preplaše. Na večeri s ravnateljem galerije, Georgeom Griersonom, Bean se ponaša vrlo čudno. David ispituje Beana i shvaća da on uopće nije doktor te da ne zna ništa o umjetnosti. Kada činovnici galerije ostave Beana samog sa slikom, on kihne na nju i pokuša to obrisati jakim sredstvima i pritom uništi sliku.
U strahu da će izgubiti svoj posao i završiti u zatvoru, David padne u depresiju i napije se, iako se njegova obitelj vraća kući. Kako bi spasio Davidovu karijeru i pritom ne završio ponovno u zatvoru, Bean noću odlazi u galeriju, onesposobljava čuvara laksativima i zamjenjuje uništenu sliku plakatom, prevarivši sve pristuen, uključujući i Newtona. Bean se uspaniči kad shvati da mora održati govor, ali održi sentimentalni monolog o važnnosti obitelji i domovine te osvoji simpatije publike. Davidu prilazi policajac Brutus, pa se David uplaši da policija zna za Beanovo nedjelo sa slikom, ali ispada da je Jennifer završila u bolnici nakon nesreće na motociklu na kojem se vozila zajedno sa svojim dečkom Stingom.
U bolnici, David juri vidjeti svoju obitelj, a Beana slučajno zamijene za liječnika nakon što podigne stetoskop koji je ispao nekom drugom liječniku. Sestre misle da je kirurg pa ga natjeraju ući u operacijsku salu, gdje leži Brutus kojeg su banditi pogodili metkom. Bean uspijeva izvaditi metak nekonvencionalnim načinom liječenja. David nailazi na Beana, ne prepoznaje ga i moli ga da dođe i vidi Jennifer. Bean se slučajno sprži defibrilatorom, odleti kroza zrak i padne na Jennifer, koja se odmah probudi. David i Alison se žele odužiti "liječniku", pa Bean otkriva svoj pravi identitet i moli ih da ostane u njihovom stanu još jedan tjedan.
Nakon provođenja kvalitetnog vremena s Davidovom obitelji, Bean se oprašta od njih i odlazi u zračnu luku na let za London. U svom stanu, Bean gleda slike sebe i Langleyjevih, te pravu i uništenu Whistlerovu majku obješenu na zid, i zaspe u postelji, sretan što se vratio kući.